# Plecotus ariel
Plecotus ariel és una espècie de ratpenat de la família dels vespertiliònids. És coneguda a partir d'un únic exemplar trobat el 1910 a Kangding, a la província xinesa de Sichuan. Durant molt de temps fou sinonimitzat amb el ratpenat orellut meridional (P. austriacus), però actualment se'l considera una espècie distinta dins del grup P. auritus.
P. ariel és un ratpenat gran i de color fosc. Té la cara completament negra, tret del front, que és marró clar. La resta del cos és de color marró fosc. El patagi manca de pèls i les potes en tenen molt pocs. Té avantbraços de 43,20 mm, polzes de 7,68 mm i un crani de 17,38 mm de mitjana.